# がんばれ!ブーマー
『がんばれ!ブーマー』（英語: Here's Boomer）は、1980年3月14日から1982年8月14日までNBCで放送されていたアメリカ合衆国のテレビドラマである。全23話。

## 概要
自由気ままに街から街へと旅をする流浪の雑種犬・ブーマーが向かう旅先での様々な事件・冒険を描いた、アニマルロードムービー仕立ての作品である。
日本では、1981年2月3日から同年4月7日まで日本テレビ系列局で毎週火曜 19:00 - 19:30 （日本標準時）に放送されていた。それまで同時間帯ではシャープ一社提供の『SHARP・クイズでクイズ』が放送されていたが、改編期でない時期に視聴率低迷を理由に打ち切られたため、次のレギュラー番組が始まるまでのつなぎ番組として本作がシャープ以外の複数社による提供で放送されていた。そのため、日本では全23話中10話しか放送されなかった。4月14日以降もプロ野球ナイター中継中止時の雨傘番組として4回分の放送予定が組まれていたものの（はじめからナイターが予定されていない週には『B&Bのお笑いスター最前線!!』を放送）、ナイターは中止にならなかったために放送されなかった。
2006年にスーパーチャンネル(現・スーパー!ドラマTV)で全23話の完全版が放送された。